# (233943) Falera
(233943) Falera ist ein Asteroid des Hauptgürtels. Entdeckt wurde er am 21. November 2009 von José De Queiroz, Leiter der Sternwarte Mirasteilas in Falera. Die Entdeckung wurde im Mai 2010 vom Minor Planet Center bestätigt.
Seitdem trägt der Asteroid offiziell den Namen Falera. 
Der Kleinplanet hat einen Durchmesser von etwa 3 Kilometern und zieht seine Bahn um die Sonne in einer mittleren Entfernung von 471 Millionen Kilometern. Er braucht für eine Umkreisung knapp fünfeinhalb Jahre.
Der Name Falera bezieht sich auf das Dorf Falera, in dem das Observatorium der Entdeckung steht. In Falera existiert auch eine mindestens 3000 Jahre alte megalithische Kult- und Astronomiestätte, der Parc la Mutta.